# Aeroportul Nakhon Ratchasima
Aeroportul Nakhon Ratchasima (IATA: NAK, ICAO: VTUQ) este un aeroport din Tha Chang⁠(d), Districtul Chaloem Phra Kiat, Provincia Nakhon Ratchasima, Thailanda ce deservește zona Nakhon Ratchasima⁠(d). Aeroportul a fost tranzitat în 2019 de 39 de pasageri. A fost numit după zona deservită.
Situat la o altitudine de 233 m, aeroportul dispune de o singură pistă.